# ノビータイヤ

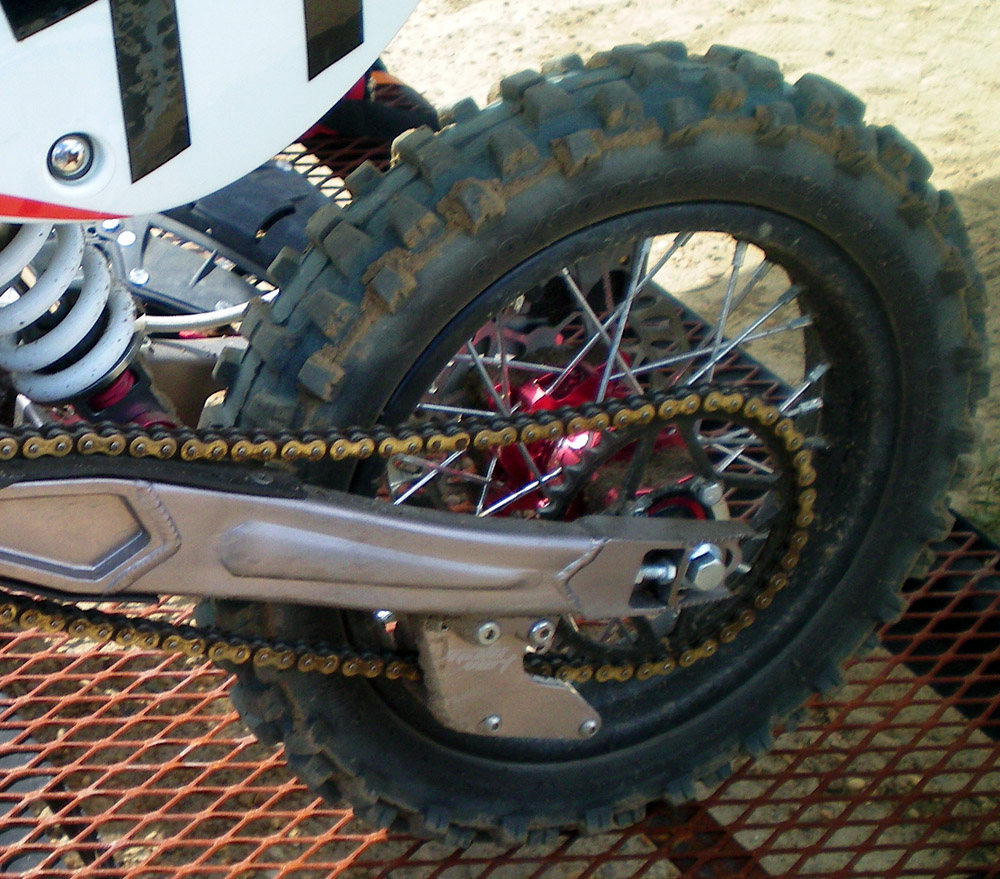
オートバイ用ノビータイヤ

ノビータイヤ(Knobby tire)とは、トレッド面がいぼ状のパターンを持つタイヤを指し、未舗装路での走行に用いられる。日本ではブロックタイヤと呼ばれる場合が多い。オフロードタイヤ（Off-road tyre）と呼ばれる。イギリスでは、ノブリータイヤ（knobbly tyre）と呼ばれる。

## 概要
ノビータイヤは、トレッド面にいぼ状に突き出したゴム製のブロックが、表層が柔らかい路面に食い込むことで一般的なタイヤよりも高い駆動力を発揮する。使用目的によりブロックの高さや間隔が多種多様に設定されている。タイヤの空気圧を意図的に下げる場合や、柔らかい路面にタイヤが沈み込んだ場合にはタイヤのサイドウォール付近まで接地することから、サイドウォールに回り込むようにブロックが付けられている製品も多い。
主にオフロード車に使用され、オフロードバイクやATVなどには工場出荷時点で装着されることも多い。四輪駆動車の場合にはアフターマーケットパーツとしてノビータイヤが販売されている。
一般的に未舗装路での性能を重視した製品ほどブロックが高く間隔が広くなるため、舗装路面での操縦性やグリップ性能が低く摩耗が早くなる傾向がある。アメリカでは米国運輸省(DOT)によって舗装路面でも使用可能なノビータイヤのテストが行われており、これに承認された"DOTノビータイヤ"でなければ公道を走行することは認められない。承認されたタイヤには、サイドウォールに"D.O.T. knobby"、"DOT knobby"と表記されている。

## オートバイ用
公道走行を想定したデュアルパーパスとも呼ばれるオフロードバイクなどの場合は、出荷時点で装着されるノビータイヤは舗装路面での走行も考慮して、ブロックの接地面積が大きく、間隔も比較的狭いものが装着される。モトクロスなどに使用するレース用タイヤは舗装路面での使用を考慮する必要がないためブロックの接地面積が小さく、間隔が広くなっている。
空気圧を意図的に下げる場合にはタイヤのビードがホイールのリムから脱落することを防ぐため、ビードロック(ビードストッパー)を装備する場合が多い。

### 種類
- デュアルパーパスタイヤ(トレールタイヤ)

公道走行可能なオフロードバイクに出荷時点で装着されることが多い。ブロックの接地面積は比較的大きく、間隔も比較的狭く設計されている。舗装路での走行性能と未舗装路での走行性能のいずれかを重視するかによって数種類の製品がラインナップされている。
- エンデューロタイヤ

エンデューロ競技用として設計されたタイヤで、デュアルパーパスタイヤよりもオフロード性能を重視している。公道走行可能な製品もある。
- モトクロスタイヤ

モトクロス競技用として設計されたタイヤで、ブロックは小さく、間隔は広めに設計されている。一般舗装路での使用は考慮されておらず、公道走行での使用は認められていない製品がほとんどである。
- トライアルタイヤ

トライアル競技用として設計されたタイヤで、トレッドパターンはトライアル競技のレギュレーションで定められている正方形のブロックを比較的狭い間隔で配置したものとなっていて、キャラメルパターンとも呼ばれる。
- ダートトラックタイヤ

ダートトラックレース用に設計されたタイヤで、比較的低いブロックが狭い間隔で配置されている。左方向への周回に適したブロック形状の製品もある。